# Begonia hahiepiana
Espèce
Begonia hahiepiana est une espèce de plantes de la famille des Begoniaceae.
Elle a été décrite en 2006 par Hieu Quang Nguyen et Mark C. Tebbitt.